# Gouverneur de Peleliu
La fonction de gouverneur de Peleliu est créée par l’article 7, section 1 de la constitution de l'État éponyme.

## Éligibilité
Afin de prétendre à la fonction de gouverneur une personne doit :
- être un citoyen des Palaos ;
- être une personne de Peleliu ;
- avoir au moins 35 ans ;
- ne pas avoir été condamné pour un crime (sauf si le crime est pardonné) ;
- ne pas être en probation par décision d'une juridiction au moment de l'élection (sauf si la personne bénéficie du pardon) ;
- ne doit pas être employé par le gouvernement de l’État ou le gouvernement national.

Le mandat du gouverneur est de 3 ans, renouvelable deux fois consécutivement.

## Fonctions
Le gouverneur a les pouvoirs constitutionnels suivants, sans pour autant que cette liste soit limitative :
- faire exécuter les lois de l’État ;
- nommer les membres du cabinet avec le conseil et le consentement de la Législature d’État ;
- dépenser l'argent conformément aux lois d'appropriation et collecter les taxes ;
- représenter le gouvernement de l’État dans toutes les actions légales ;
- proposer un budget annuel pour le gouvernement de l’État et le présenter pour considération et approbation par la Législature de l’État ;
- faire exécuter les lois de la république des Palaos applicables à l’État ;
- promulguer ou apposer son véto sur les lois adoptées par la Législature d’État ;
- représenter le gouvernement dans toutes les négociations avec les autres États de la république des Palaos, le gouvernement national et les autres nations et organes internationaux ;
- exercer les pouvoirs d'urgence, conformément à la constitution de la république des Palaos et aux dispositions de la loi ; et
- proposer des lois à la Législature.

## Gouverneurs successifs
| Nom                   | Début de mandat  | Fin de mandat    | Remarques |
| --------------------- | ---------------- | ---------------- | --- |
| Yukio M. Shmull       | 1984             | vers 1985/1986   | |
| Timarong Sisior       | vers 1986        | ?                | Premier mandat |
| Hinao Soalablai       | ?                | 1995             | né vers 1944 et mort en 2014. |
| Jackson R. Ngiraingas | 1995             | 2000             | Premier mandat. |
| Timarong Sisior       | 2001             | 2004             | Deuxième mandat. |
| Jackson R. Ngiraingas | 2004             | 10 février 2009  | Deuxième mandat, élu en décembre 2003. Démission le 10 février 2009 pour devenir ministre des Infrastructures publiques des Palaos. |
| Kalbesang Soalablai   | 10 février 2009  | 17 mars 2009     | Gouverneur intérimaire. |
| Kangichi Uchau        | 17 mars 2009     | 1er janvier 2013 | Élu lors de l'élection gouvernatoriale spéciale du 12 mars 2009, réélu le 2 décembre 2009.                                          |
| Temmy L. Shmull       | 1er janvier 2013 | 1er janvier 2022 | Élu en 2013 et réélu le 1er décembre 2015                                                                                           |

## Sources